# ブーツをぬいで朝食を
「ブーツをぬいで朝食を」（ブーツをぬいでちょうしょくを）は、西城秀樹の23枚目のシングル。1978年1月1日にRCAから発売された。

## 解説
前作「ボタンを外せ」に続いて、作詞は阿久悠だが、作曲は「勝手にしやがれ」（沢田研二）の作曲で知られる大野克夫が初めて担当した。異国情緒のあるメロディーラインがロマンチックなナンバーである。
オリコンでは最高位7位（100位内15週）、21.7万枚のセールスとなった。
TBS系『ザ・ベストテン』では自身初の第1位を獲得（1978年2月9日）、翌週も2週連続で首位に輝いた。
テレビの音楽番組では、オープニング（イントロ）で「ライターに火を点ける」というアクションが人気を呼んだ。

## エピソード
- 上記のアクションを真似した子供が火災事故を起こしたことから、それを取り止めることになった。西城も音楽番組で「良い子のみんなは絶対真似しないでください。僕ももうライターは使いません」と涙ながらに訴えた[3]。

## 収録曲
（全作詞：阿久悠）
1. ブーツをぬいで朝食を
作曲：大野克夫／編曲：萩田光雄
2. 青年
作曲：川口真／編曲：船山基紀

## この頃の出来事
- 1978年2月14日 - 日比谷公会堂にて「バレンタインコンサート・スペシャル/西城秀樹 愛を歌う」を開催、新日本フィルハーモニーと共演する[7]。

## 「ブーツをぬいで朝食を」のカバー
- 水木一郎 - 『君こそスターだ!歌謡教室』に収録、1978年
- 岩崎宏美 - 『君の唇に色あせぬ言葉を〜阿久悠作詞集 1978』に収録、1978年
- にこにこミュージック（Ken-ichi、JOE、CHIROLYN、宮脇“JOE”知史） - 『西城秀樹ROCKトリビュート KIDS WANNA ROCK!』に収録、1997年

## 収録アルバム
- 『ブーツをぬいで朝食を』